# لوساشوغ (أرارات)
مدينة لوساشوغ (بالأرمينية:Լուսաշող) (بالإنجليزية: Lusashogh)‏ هي إحدى المدن التابعة لمقاطعة أرارات في أرمينيا. يقدر عدد سكانها بـ 634 نسمة حسب الإحصاء الذي جرى عام 2011.